# Communautés de Belgique

Carte des Communautés de Belgique :
Communauté flamande (en vert) ;
Communauté française (en rouge) ;
Région de Bruxelles-Capitale (où les deux communautés ont des compétences, striée vert et rouge) ;
Communauté germanophone (en bleu).

Les communautés de Belgique sont des collectivités politiques fédérées autonomes, compétentes en matière d'enseignement, de culture, de politique de santé, d'aide aux personnes et d'emploi des langues.
Elles sont créées sous la forme de « communautés culturelles » lors de la première réforme de l'État belge, le 24 décembre 1970, puis sont transformées en « communautés linguistiques » lors de la second volet des réformes, par la loi spéciale du 8 août 1980.
Par une révision de la Constitution belge, la loi dispose, dans l'article 2, que la Belgique comprend trois communautés :
- La Communauté flamande ;
- La Communauté française ;
- La Communauté germanophone.

L'autonomie des communautés, comme de toutes les collectivités politiques fédérées belges, est très étendue en raison du principe des compétences exclusives qui singularisent le fédéralisme belge par le fait qu'il prolonge, pratiquement sans réserves, l'autonomie des entités fédérées sur la scène internationale.

## Histoire

### Contexte
La question communautaire en Belgique existe depuis bien avant la naissance du Royaume le 4 octobre 1830. Toutefois, avec la création d'un État fédéral, les différences linguistiques et culturelles au sein du territoire national devinrent de plus en plus problématiques.
Les premiers recensements linguistiques débutèrent en 1846 puis furent interdits en août 1961. Un premier tracé d'une frontière linguistique fut effectué par la loi du 31 juillet 1921. Ensuite, la frontière actuelle fut fixée le 8 novembre 1962, coupant notamment la province de Brabant en deux, au sud de Bruxelles. Le 2 août 1963, celle-ci fut d'ailleurs reconnue comme agglomération bilingue français / néerlandais. Cependant, une frontière aussi rigide laissait de larges minorités linguistiques de part et d'autre. Les différents gouvernements tentèrent de s'attaquer à cette problématique en créant les facilités linguistiques en Belgique qui restent, depuis lors, sources de tensions, par exemple autour de l'arrondissement de Bruxelles-Hal-Vilvorde et des communes à facilités de la périphérie bruxelloise.

### Création

Le 1 janvier 1995, la province du Brabant est scindée en deux le long de la frontière linguistique et devient, au nord, la province du Brabant flamand (Communauté flamande) et, au sud, la province du Brabant wallon (Communauté française).

A l'instar des Régions, les Communautés furent officiellement créées par une loi spéciale promulguée le 24 décembre 1970 lors de la première réforme de l’État. Celle-ci révise la Constitution belge, notamment avec l'article 2 qui divise le Royaume en trois Communautés culturelles : la Communauté culturelle néerlandaise, la Communauté culturelle française et la Communauté culturelle allemande. Elle répond particulièrement à une demande flamande ayant pour but de protéger la culture du nord du pays qui perdait alors du terrain face au français.
Ces institutions n'ont pas encore leurs propres députés : les parlementaires fédéraux d'un groupe linguistique forment le Conseil culturel de la Communauté correspondant. Elles deviendront plus tard les trois communautés actuelles : la Communauté flamande, la Communauté française et la Communauté germanophone. 
Elles ont initialement pour domaine de compétences : les matières culturelles, l'enseignement et l'emploi des langues. Mais leurs compétences s'élargiront au fur et à mesure des différentes réformes de l’État.
Le 1er janvier 1995, la province du Brabant est officiellement scindée en deux nouvelles provinces : le Brabant flamand (Communauté flamande) et le Brabant wallon (Communauté française).

## Trois communautés institutionnelles
L'article 2 de la Constitution belge dispose :
- « la Belgique comprend trois communautés :
  - la Communauté française,
  - la Communauté flamande et
  - la Communauté germanophone. »

Cette énumération est confirmée par les lois linguistiques, notamment la loi du 30 juillet 1963 concernant le régime linguistique dans l'enseignement et les lois du 18 juillet 1966 sur l'emploi des langues en matières administratives.
La population dite autochtone est composée de trois groupes linguistiques :
- les néerlandophones, estimés à 60 %[réf. nécessaire] de la population, habitent principalement en Région flamande. Il existe également des minorités néerlandophones plus ou moins importantes au sein des communes de la Région de Bruxelles-Capitale et de certaines communes à facilités en Région wallonne.
- les francophones, environ 39 %[réf. nécessaire] de la population belge, sont répartis principalement entre les habitants des communes francophones ou à facilités situées en Région wallonne (80 % du total des francophones) et ceux de la Région de Bruxelles-Capitale (20 % des Belges francophones). Il existe une minorité francophone en Région flamande où certaines communes sont d'ailleurs majoritairement francophones.
- les germanophones, moins de 1 % de la population, soit environ 70 000 personnes habitant dans 9 communes le long de la frontière allemande.

## Territorialité des langues
La Constitution belge a prévu, en son article 4, quatre régions linguistiques : la région de langue néerlandaise, la région de Bruxelles-Capitale (bilingue français-néerlandais), la région de langue française et la région de langue allemande (la plupart des communes des Cantons de l'Est). Ces quatre zones délimitent les territoires où chaque langue est la langue officielle, avec en plus trente communes situées près des frontières linguistiques où des minorités historiques bénéficient de facilités linguistiques.
Les Communautés ne représentent donc pas directement l'ensemble des personnes parlant une des langues officielles, mais les habitants des différentes régions linguistiques.

## Institutions
Depuis la fédéralisation de la Belgique, les trois communautés sont représentées par des collectivités politiques fédérées ayant des compétences dans quatre grands domaines : l'enseignement, les matières culturelles, les matières dites personnalisables ainsi que l'emploi des langues dans l'enseignement, dans l'administration et dans les relations sociales entre les employeurs et leur personnel (sauf pour la communauté germanophone à l'égard de laquelle l'emploi des langues en matière administrative et dans les relations sociales demeure une compétence fédérale). Ces institutions ont leur propre parlement et leur propre gouvernement.
Un cas particulier est à noter pour la Région flamande. La Région et la Communauté n'ont pas fusionné à proprement parler. La Région flamande n'a jamais été « organisée », ce qui fait que ses compétences sont exercées par la Communauté flamande[réf. nécessaire]. 
La Région wallonne aurait pu être fusionnée avec la Communauté française, mais cela ne s'est pas fait pour deux raisons. D'un côté, la Communauté française n'est pas très riche, et les parlementaires régionaux ne voulaient pas payer pour elle. D'un autre, le nombre de Bruxellois appartenant à la Communauté française est bien plus important que celui appartenant à la Communauté flamande. Dès lors, les Wallons ont refusé que ces Bruxellois de la Communauté française puissent prendre part aux discussions pour ce qui est de leur Région Wallonne, ce qui eût été le cas si Communauté française et Région fusionnaient. La fusion n'a donc pas eu lieu, et le chemin inverse a même été entrepris puisque la Communauté française a transféré certaines de ses compétences à la Région Wallonne et à la Commission communautaire française (COCOF).

## Langues officielles
La Belgique possède trois langues officielles : le français, le néerlandais et l'allemand. L'anglais est largement utilisé, surtout dans le monde des affaires ainsi que dans des communications des institutions publiques. Plus de la moitié de la population est néerlandophone, le français étant la seconde langue, suivi de très loin par l'allemand (parlé par moins de 1 % de la population). Bruxelles, la capitale, est majoritairement francophone ; néanmoins la langue historique de cette région est le néerlandais. L'immigration (surtout venues de France, d'Italie, du Portugal, d'Espagne, des pays du Maghreb et de la Turquie) et même des expatriés, a renforcé la francisation de la population belge de Bruxelles.
En Flandre, l'anglais est très répandu en seconde, ou troisième langue.

## Perspectives
La Belgique connaît des problèmes communautaires qui ont connu une plus grande intensité à partir de 1961, date à laquelle les bourgmestres flamands ont refusé l'organisation du recensement linguistique qui aurait pu entraîner le changement de statut linguistique de plusieurs communes en faveur des francophones. Cet événement a abouti à la fixation quasi définitive de la frontière linguistique en 1963, à l'adoption de lois linguistiques encadrant très strictement la territorialité de chaque langue, puis à la fédéralisation de plus en plus étendue de l'État belge.
L'évolution institutionnelle et politique de la Belgique montre un accroissement des compétences attribuées aux régions au détriment de celles des communautés. La Région flamande et la Communauté flamande ne forment déjà plus qu'une institution et certaines compétences de la Communauté française ont été transférées vers la Région wallonne et vers la Commission communautaire française de la Région de Bruxelles-Capitale. La Communauté germanophone revendique pour sa part de plus en plus un statut qui en ferait quasiment une région à part entière.
La seule région belge où les communautés institutionnelles, sous une forme ou autre, semblent destinées à perdurer aussi longtemps que l'État belge, est la Région de Bruxelles-Capitale, d'ailleurs considérée par certains experts comme un modèle institutionnel, éventuellement exportable ou adaptable dans divers territoires (Jérusalem, Chypre, etc.). C'est en fait la seule région européenne où ont été mises en pratique les théories des austromarxistes sur le fédéralisme et l'autonomie nationale-culturelle développées dans l'Empire austro-hongrois au tournant du XIXe siècle et du XXe siècle.

## Quelques éléments identitaires
- Fêtes et dates des jours de fête :
  - 11 juillet : fête de la communauté flamande
  - 15 novembre : fête de la communauté germanophone
  - 27 septembre : fête de la communauté française.
- Drapeaux
  - Drapeau de la communauté germanophone
  - Drapeau flamand
  - Drapeau wallon, utilisé par la communauté française également
- Chants
  - Vlaamse leeuw, chant de la communauté flamande.